# Desfile das escolas de samba do Rio de Janeiro
O Desfile das Escolas de Samba do Rio de Janeiro é a parada carnavalesca que acontece anualmente no Sambódromo da Marquês de Sapucaí, na cidade do Rio de Janeiro, no Brasil.
O desfile competitivo das escolas de samba foi idealizado pelo jornalista pernambucano Mário Filho (irmão do dramaturgo Nelson Rodrigues), que organizou através do seu periódico Mundo Sportivo o primeiro certame oficial, no ano de 1932. Outro recifense, Pedro Ernesto, também atuou de forma decisiva para o sucesso do evento: quando prefeito do então Distrito Federal, tornou-se o primeiro político a dar apoio financeiro ao carnaval, dentro de um projeto que visava transformar o Rio de Janeiro numa potência do turismo, e em 1935 reconheceu e oficializou os desfiles.
Um determinado número de agremiações disputa o título de campeã do carnaval com avaliações feitas por jurados divididos entre diversos quesitos previamente estipulados pela ligas organizadora do evento que são LIESA, LIERJ, Superliga e LIVRES. Outras ligas já administraram esses desfiles como UGESB, FBES, UCES, AESCRJ, LIESGA, Samba é Nosso e ACAS e LIESB.

## Características gerais
Ao longo dos anos, os nomes dos grupos, número de escolas participantes e regras de competição foram alteradas.
As escolas têm seus componentes divididos em grupos ou alas, e cada ala tem a mesma fantasia, dentro do enredo trazido, uma bateria que são os ritmistas que tocam os instrumentos de percussão, uma ala de baianas, figura tradicional do carnaval carioca, ala de crianças, uma comissão de frente, formado por 15 pessoas em média que vem na frente da escola, em geral com uma apresentação teatral ou coreográfica, as alegorias, que são os carros alegóricos, onde estão os destaques, figuras centrais do enredo, os passistas que são os componentes que desfilam "sambando no pé", já que as alas evoluem e não sambam, algumas apresentam coreografias ensaiadas, e atualmente os componentes dos carros também podem apresentar coreografias, os diretores de harmonia, que são elementos responsáveis pela organização do desfile, o mestre-sala e porta-bandeira, responsáveis pela condução do pavilhão da escola, se apresentam ricamente trajados e bailando, sendo que todos os componentes cantam o samba enredo em uníssono, liderados pelo cantor oficial da escola, o "puxador".
O desfile do Grupo Especial e da Série A (fusão dos Grupos de acesso A e B), acontecem no Sambódromo. Já os desfiles dos Grupos de acesso C, D e E, (agora B, C, D e E) acontecem na Intendente Magalhães onde são montadas arquibancadas para o público. Cada uma tem um tempo de desfile que pode variar de 75 minutos paras as do grupo especial, que chega a ter 5000 componentes, a 30 minutos que é o caso das escolas menores, que não chega a reunir 300 componentes.
As escolas do Grupo Especial fazem o desfile da LIESA em dois dias de desfile (domingo e segunda-feira). Já o desfile da Série A acontece na sexta e sábado de carnaval. Fazem o desfile de uma nova instituição carnavalesca, a LIERJ que antes eram Grupos de acesso A e B. além dos demais grupos são organizados pela AESCRJ, sendo que antes eram chamados de Grupo Rio de Janeiro. Na terça-feira, acontece o desfile das escolas de samba mirins, organizada pela Aesm-RIO.
A apuração das notas das escolas de samba do Grupo Especial é realizada na quarta-feira de cinzas; declara-se a campeã e a última colocada é rebaixada para a Série A. As seis melhores colocadas voltam à Marquês de Sapucaí no sábado seguinte para o desfile das campeãs. Da mesma forma, na apuração do desfile da Série A, realizado após a apuração do grupo especial, declara-se a campeã (que sobe para o grupo imediatamente superior) e a que será rebaixada para o Grupo de acesso B. Para 2011, os grupos A, B, C, D e E passaram a subir apenas 1 escola, por intervenção da RIOTUR para a diminuição das mesmas. Após incêndio na Cidade do Samba, na qual três escolas tiveram seus barracões incendiados, ficou decidido o não rebaixamento de nenhuma escola e a subida de uma do grupo de acesso, voltando a haver treze agremiações no carnaval de 2012, com o advento da Série A, que inicialmente teria 19 escolas. Em 2013, permaneceu apenas uma subindo ao especial e três diretamente ao novo Grupo B. Havia um projeto para que os desfiles dos Grupos B, C, D e E fossem realizados fora da Intendente Magalhães.
No carnaval 2016, duas novas ligas de carnaval LIESB e Samba é Nosso administraram os desfiles da Intendente Magalhães, que durante os anos posteriores perteceram a LIESB e no carnaval 2019 a LIESB deixou o comando da Série E, realizado no sábado das campeãs e repassou para ACAS e num acordo entre LIERJ e LIESB ficou definido que além da campeã, o Grupo Especial da Intendente Magalhães passa a subir também a vice-campeã e no Grupo Especial da Intendente Magalhães, onde rebaixa uma e recebe sete vindas do Grupo de Acesso da Intendente Magalhães, que também rebaixa uma e recebe oito do Grupo de Avaliação.
| Sambódromo da Marquês de Sapucaí | Estrada Intendente Magalhães |
|                                  |                              |

## História

### Anos 1920 — anos 1950
Nos anos 1920, os ranchos carnavalescos eram a maior atração do carnaval de rua. Desfilavam na Avenida Rio Branco e seus componentes eram oriundos da classe média. Precursor da escola de samba, o rancho de carnaval teve sua primeira agremiação — a "Reis de Ouro" — criada em 1893 pelo pernambucano Hilário Jovino Ferreira, e foi responsável por apresentar novidades como o enredo, personagens como o casal de mestre-sala e porta-bandeira e o uso de instrumentos de cordas e de sopro. A população mais pobre, por sua vez, não desfilava nos ranchos devido ao custo alto das fantasias, saindo nos blocos e nos cordões, formados por negros oriundos principalmente da Bahia, que moravam na região da Saúde, e se apresentavam principalmente na Praça Onze e arredores, ao som da batucada, um ritmo de origem africana, com elementos do candomblé.
Nessa época, surgem os "blocos de sujo", que saíam durante o dia, esse nome se deve ao fato de que os integrantes iam direto do trabalho para o bloco sem tomar banho, os componentes usavam fantasias improvisadas, feitas de lençóis, e com máscaras parecendo caveiras (denominados clóvis),  e os blocos de sujo possuíam na abertura do desfile um grupo de foliões com máscaras de rosto de idosos, chamava-se cordões de velhos, isso seria o embrião das comissões de frente das futuras escolas de samba.
Muitos homens se vestiam de mulher e mulheres de homem, e essa tradição de inversão de papéis sexuais no carnaval daria origem anos mais tarde ao bloco das piranhas, em que homens se apresentam vestidos de mulher, ainda comum nos dias de hoje no carnaval dos subúrbios cariocas.
As agremiações começam a se organizar. No Estácio, bairro próximo ao Centro do Rio, considerado o berço das escolas de samba, surge o A União Faz a Força, cujas cores vermelha e branca era uma alusão ao América fazendo parte do União figuras da cultura popular como: Bide, Ismael Silva e Newton Bastos. O bloco durou até 1927, quando morreu seu líder, o Mano Rubem.
A batucada era acompanhado por instrumentos de percussão, muitos deles oriundos da África e de seus ritos religiosos como o candomblé, sendo que muitos instrumentos eram improvisados de utensílios domésticos como o prato, frigideira e faca, até hoje usados nas baterias das escolas de samba. Também se usavam instrumentos de corda como cavaquinho e violão, e também outros como chocalho e pandeiro.
Em 1928, substituindo o A União Faz a Força, surge o Deixa Falar, cujas reuniões ocorriam em frente à Escola Normal no Largo do Estácio (hoje encontra-se na Rua Mariz e Barros, na Tijuca), daí o batismo da nova agremiação como Escola de Samba. Hoje, a Deixa Falar é considerada a primeira escola de samba, apesar de haver dúvidas se ela realmente foi uma escola ou um bloco carnavalesco.
O samba, que na época já era um ritmo musical muito popular, ganhava cada vez mais espaço nos salões de dança e no próprio carnaval, principalmente a partir de 1917, quando Donga registra na Biblioteca Nacional o samba Pelo telefone, sendo o primeiro samba gravado da história. Pelo Telefone teve êxito extraordinário no Carnaval de 1918, cantado por vários blocos, cordões e até pelas  grandes sociedades.
Porém na época, o samba se parecia com o maxixe, que era um ritmo muito popular naquela época. O grupo da Deixa Falar cria um novo formato de samba inventando um novo instrumento de percussão, o surdo de marcação, de autoria de Bide, que aproveitou um latão de manteiga de 20 quilogramas, abriu os dois lados da lata, cobriu com um pedaço de papel de saco de cimento levemente aquecido e umedecido, preso por um grosso arame. Surgia o surdo de marcação que viria a ser o principal instrumento de marcação das baterias. Esse episódio foi apresentado pelas carnavalescas Rosa Magalhães e Lícia Lacerda em 1982, no inesquecível desfile da Império Serrano Bumbum Paticumbum Prugurundum.
Foi Bide também que modificou a estrutura dos sambas que até então tinha uma letra improvisada, sendo que só o refrão era fixo, a partir dessa época o samba passa a ter a sua segunda parte composta.
No final dos anos 1920, o carnaval popular se expandia por outras áreas da cidade, como o morro da Mangueira e seus arredores, onde apareciam blocos e cordões, revelando artistas como Cartola e Carlos Cachaça, dentre outros, com agremiações oriundas do entrudo, como as Guerreiros da Montanha e Trunfos da Mangueira, muitos deles eram rivais sendo comum as brigas entre seus componentes.
Foi em 1925 que Cartola cria o Bloco dos Arengueiros, que reunia os jovens arruaceiros do morro, que pelo mau comportamento, eram impedidos de sair nos blocos "de família". Só em 1928, Cartola dissolve os Arengueiros para criar a Escola de Samba Estação Primeira de Mangueira, formada pela união dos Arengueiros com os vários blocos e cordões locais. Inicialmente  conhecida como A Escola de Samba, depois como Estação Primeira e finalmente como Mangueira, seu primeiro desfile ocorre em 1930. Cartola é o responsável pela escolha da cores verde e rosa para o pavilhão da escola e o cantor Sílvio Caldas, amigo de Cartola, manda aprimorar o surdo de marcação, com corpo de madeira e usa couro de cabrito, dando de presente para a Mangueira, a figura do surdo se torna o símbolo da agremiação, e a bateria da escola se torna inconfundível por ser a única a tocar o surdo de marcação sem resposta, característica herdada dessa época.
Em outra regiões da cidade, as agremiações se organizam, como a Vai como Pode do subúrbio de Oswaldo Cruz, fundada em 1923 pelo sambista Paulo da Portela, que ainda na década de 1930 passaria a se chamar Portela, nome da estrada em que se localizava sua sede. Na Tijuca, surgiram em 1931 a Unidos da Tijuca e em 1933, na região portuária da Gamboa, a Vizinha Faladeira, que iria ser responsável pela introdução do luxo nos desfiles das escolas de samba. Como a maioria dos sambistas eram negros e das camadas sociais mais populares, boa parte das escolas de samba se originaram dos morros cariocas, onde em geral moravam.
Nos primeiros anos da década de 1930, os desfiles da escolas de samba eram desorganizados; ainda não havia horário, itinerário, disputa ou premiação. Antes de 1935, o importante era que os grupos passassem pela Praça Onze e pelas casas das tias baianas, respeitadas como as mães do samba e do carnaval popular, principalmente Tia Ciata, a mais famosa e respeitada de todas elas, representadas até hoje nos desfiles pela ala das baianas das escolas. O responsável por essa organização foi Zé Espinguela, da Mangueira.
No ano de 1932, o periódico Mundo Sportivo, do jornalista pernambucano Mário Filho (irmão do dramaturgo Nelson Rodrigues), decidiu organizar o primeiro desfile competitivo das escolas de samba, o qual foi vencido pela Mangueira. O Mundo Sportivo encerrou suas atividades antes do carnaval seguinte, mas o sucesso de público fez com que o jornal O Globo assumisse a organização do evento em 1933. Em 1935, o também recifense Pedro Ernesto, prefeito do Rio de Janeiro, legaliza as escolas e oficializa os desfiles de rua, criando a sigla GRES (Grêmio Recreativo Escola de Samba) usadas pela maioria das agremiações. Até o final da década de 1940, a Portela, de cores azul e branco, se revezava nos primeiros lugares com a Mangueira.
As escolas passaram a ter regras mais rígidas para os desfiles, como a que exigia temas de enredo que contassem a História do Brasil. Essa exigência alterou as estruturas dos sambas-enredo, que começaram a apresentar letras enormes, descritivas, praticamente contando a história do episódio retratado e muitas vezes com equívocos e contradições. Surgiu, daí, a expressão samba do crioulo doido, uma alusão às gafes nas letras e aos compositores, que em geral eram negros e - na maioria das vezes - analfabetos. Décadas mais tarde, Stanislaw Ponte Preta imortalizaria a expressão em canção que ficou muito famosa.
Os desfiles eram realizados no domingo de carnaval, na Praça Onze. No local ficou conhecido o berço do samba carioca chamado de Pequena África. A Deixa Falar desfilou pela primeira vez na região em 1929. Em 1930 já havia cinco escolas desfilando incluindo Mangueira e Vai Como Pode, mais tarde conhecida como Portela: Para o Ano Sai Melhor, Segunda Linha do Estácio e Unidos da Tijuca. O desfile das escolas de samba tornou-se um concurso, que ganhou Deixa Falar em 1930 e 1931. Em 1932, havia 19 escolas desfilando. Em 1933, o desfile passou a ser patrocinado pelo maior grupo de mídia brasileiro da época, O Globo. Eles estabeleceram uma lista de quatro critérios de avaliação para os juízes. Em 1942, com as obras da avenida Presidente Vargas, o desfile mudou de local. Em 1945 foi realizado no Estádio São Januário. A partir de 1947, na Avenida Presidente Vargas. A partir de 1952, são montadas arquibancadas para o público assistir aos desfiles.
Com a demolição da Praça Onze para a recém-inaugurada Avenida Presidente Vargas, no início dos anos 1940, os desfiles cresceram em tamanho e importância, superando os ranchos e as grandes sociedades carnavalescas e criando uma nova cultura do samba.
Com a oficialização das escolas, os sambistas de todas as regiões da cidade e de pequenos municípios vizinhos organizaram novos grupos em suas comunidades, aumentando o número de escolas, como a Prazer da Serrinha de Vaz Lobo, que, em 1947, daria origem à Império Serrano, escola que iria quebrar a hegemonia da Mangueira e da Portela.
Nos primeiros anos de desfiles, o público se aglomerava nas calçadas para ver o desfile, enquanto autoridades e jurados viam o desfile em pequenos palanques de madeira, especialmente instalados para a ocasião. Em pouco tempo os espectadores traziam caixotes de madeira nos quais subiam para obter uma visão melhor do espetáculo. Por sua vez, a Prefeitura passou a instalar tablados rudimentares de madeira, com degraus de onde se podia assistir ao desfile em pé. A medida foi insuficiente para o público crescente e logo a prefeitura começou a instalar arquibancadas.
Nos primeiros anos, a classe média não se interessava pelos desfiles. Ela só começou a se interessar em meados dos anos 1940. Por sua vez, a Prefeitura passou a cobrar ingressos para o desfile e os que não podiam pagar aglomeravam-se nos locais de concentração e dispersão das escolas. Ao mesmo tempo, melhorava a  organização, com a construção de barracões com chão de terra batida para seus ensaios (quadras). Cresciam também em número de integrantes, o que levou ao surgimento das alas, que tinham estatuto e presidente próprios.
Entre o final dos anos 1940 e anos 1950, os desfiles revelavam as primeiras estrelas das escolas, como mestres-salas e porta-bandeiras que criavam coreografias especiais para o desfile e que passaram a ser reconhecidos pelo público, como as porta-bandeiras Mocinha e Neide da Mangueira, Vilma Nascimento na Portela e o mestre-sala Bicho Novo, do Estácio. As cabrochas, que eram as passistas que sambavam no pé, encantavam o público pela sua arte e beleza. Algumas ganharam fama, como Paula e Narcisa do Salgueiro e Maria Lata d'Água, da Portela, que sambava carregando um latão de banha cheio de água na cabeça, mostrando a marca do bom-humor carioca em lidar com as vicissitudes - já que a maioria dos componentes das escolas eram oriundos dos morros cariocas, onde não havia água canalizada na época, obrigando os sambistas a subir as ladeiras com latas de água nas cabeças para abastecer seus barracos. Nos barracões das escolas, funcionavam oficinas em que se criavam alegorias em "papel carne-seca" (técnica adaptada do machê francês) e fantasias, que se tornavam melhores a cada ano, usando as cores das escolas que, por sua vez, arregimentavam torcedores tão entusiastas quanto as dos times de futebol.
Em 1954, a união de três escolas de samba do Morro do Salgueiro na Tijuca, zona norte do Rio, faz surgir a Salgueiro, escola que iria trazer mudanças profundas nos desfiles. Foi a primeira escola a fazer enredos que colocassem os negros em destaque e não na figuração, como em 1957 com Navio Negreiro e o desfile, que até então era confeccionado por pessoas da própria comunidade, passa a ser de responsabilidade de artistas plásticos. Surge então a figura do carnavalesco, em enredo sob a batuta dos artistas plásticos Dirceu Nery e Marie Louise Nery da Escola Nacional de Belas Artes, a Salgueiro traz em 1959 o enredo Viagens pitorescas do Brasil - Debret, que obteve o vice campeonato, abolindo nesse desfile as cordas laterais que distanciavam o público de seus desfiles, dentre os jurados desse ano estava o Professor Fernando Pamplona, da Escola Nacional de Belas Artes, que, empolgado com o desfile, iria a partir daquele ano, ser a principal figura de transformação da estética dos desfiles, trazendo para o Salgueiro um grupo de profissionais que iria redefinir a estética do carnaval, que foram: Arlindo Rodrigues, Maria Augusta, Joãosinho Trinta, Rosa Magalhães, Lícia Lacerda, dentre outros.

### Anos 1960
Em 1961, os desfiles passam a ser um evento com cobrança de ingresso do público.
Mas as escolas não só sobreviveram à demolição da Praça Onze como irá ver nos anos 1960 sua ascensão definitiva. Os desfiles passaram a render dinheiro e prestígio para muita gente. Os ingressos passam a ser muito procurados. As grandes torcidas faziam festa nos desfiles, muitas vezes levando sua escola ao campeonato.
A alta sociedade carioca e os mais famosos artistas da época passaram a prestigiar os desfiles. A integração de pessoas das camadas sociais mais abastadas nos desfiles teve seu início no desfile da Mangueira. Conhecida como "Gigi da Mangueira", uma jovem pertencente a tradicional família da alta sociedade, se tornou a primeira passista de fora da comunidade da escola. Do Salgueiro, Isabel Valença foi a primeira cidadã afro-brasileira a concorrer no baile mais luxuoso da cidade, o baile de carnaval do Teatro Municipal, disputando e vencendo o concurso de fantasias que acontecia durante o baile, numa belíssima representação de Chica da Silva, enredo da escola em 1963, em um desfile memorável, a vermelho e branco da Tijuca revoluciona o carnaval com um samba enredo diferente, onde a letra ao contrário do que se fazia, era bem cuidada, sucinta e com grande fidelidade aos fatos históricos, e nesse desfile apresentou inovações como ala de passo marcado dançando o minueto, ensaiados pela coreógrafa do Teatro Municipal, Mercedes Batista, uma obra prima dos artistas Arlindo Rodrigues e Fernando Pamplona, que iriam homenagear em anos seguintes, personagens esquecidos de história do Brasil como: Zumbi dos Palmares, Chico Rei e Dona Beija, mudando a estética dos enredos que até então exaltavam a história oficial, um estupendo sucesso que causou a indignação dos sambistas conhecidos como "puristas" que acreditavam que essas inovações iriam acabar com o samba. As escolas de samba colaboraram de certo modo para integrar as diferentes camadas sociais, nos anos seguintes as escolas saiam da exclusividade de suas comunidades e abriam espaços para pessoas de fora, o que iria ser um fator que nos anos seguintes levariam a ser o super espetáculo a qual se tornou.

### Anos 1970 - As escolas de samba agigantam-se
O crescimento vertiginoso das escolas de samba trouxe muitos e novos problemas para os desfiles. Faltava disciplina e organização, o que causava enormes atrasos, criando intervalos de horas entre a passagem das escolas. Em 1975, o desfile, que deveria terminar ao amanhecer do dia seguinte, atravessou a manhã, indo terminar sob o calor de 40 graus Celsius, às duas horas da tarde do dia seguinte, em pleno verão carioca, deixando seus integrantes e público cansados com as muitas horas de duração. Nessa época, era comum que o público saísse sambando atrás da escola que desfilava por último, a Mocidade, que possuía a mais famosa bateria, sob a regência de Mestre André, tornou-se tradicional, introduziu as "paradinhas", que consistiam em dado momento os ritmistas pararem de tocar os instrumentos por alguns segundos, e depois retomando o ritmo em plena harmonia com o canto, o que causava grande efeito e levava o público ao delírio.
Os equipamentos de som ainda eram precários e, criando sérios problemas na harmonia dos desfiles, o eco criado pelo corredor de edifícios da avenida fazia com que as escolas maiores "atravessassem" o samba (quando acontece de uma parte da escola está cantando uma parte do samba e a outra parte um trecho diferente), perdendo pontos na apuração dos resultados, algumas vezes as luzes se apagavam no meio dos desfiles.
As falhas técnicas durante os desfiles passaram a ser a causa de polêmicas nas apurações, escolas como a Portela, já reunia naquele tempo, dois mil componentes.
E nos anos 1970, as emissoras de rádio e televisão transmitiam os desfiles obtendo grande receita mas sem beneficiar as escolas, agências de turismo,que começavam a vender "pacotes de carnaval" para brasileiros e estrangeiros.Nestes incluíam ingressos para os desfiles das escolas.
Os sambas-enredo, que até os anos 1960 eram cantados só na avenida, passaram a ser gravados em LPs que sempre alcançavam grandes vendagens, fato que repercutiu diretamente nas quadras das escolas. A escolha do samba-enredo que, até então, eram pacíficas, começou a despertar interesse do público e viraram motivo de sérias disputas na alas de compositores, que recebiam parte do lucro pelas vendagens dos discos.
As arquibancadas eram montadas e desmontadas todos anos só nos anos 80 foi erguido o Sambódromo, local definitivo para os desfiles, cujo modelo foi copiado por cidades de todo Brasil.
Os anos 1970 marcaram, também, a ascensão definitiva da figura do carnavalesco. A estética, a criatividade e o esmero na confecção de fantasias, adereços e alegorias passaram a valer pontos decisivos na hora da apuração do concurso, além de causar verdadeiro deslumbramento durante os desfiles. Destacando-se entre vários talentosos, Joãozinho Trinta, aluno de Fernando Pamplona, que se destacava pelo talento e temperamento polêmico, trabalhou no Salgueiro onde fora bicampeão, com um enredo que falava das minas do Rei Salomão, que na época recebeu acusações das outras escolas de contrariar o regulamento, já que proibia temas que não fossem brasileiros, mas que na versão do carnavalesco baseada em lendas, o Rei Salomão teria navegado em galeras da Fenícia até o Amazonas muitos séculos antes de Cabral, nesse desfile de forte impacto, viam-se elementos nunca mostrados, uma comissão de frente formado por bigas e símbolos fenícios, com todos os destaques sobre os carros alegóricos (até então os destaques vinham no chão) e como a escola desfilou de dia, ele substitui materiais como lamê e paetê, por espelhos, que causou forte impacto visual, mas apesar do sucesso, Joãozinho Trinta se transferiu para a pequena e desconhecida Beija Flor que era uma pequena escola do município de Nilópolis, na Baixada Fluminense, e traz um memorável carnaval em 1976, homenageando  o jogo do bicho, episódio que também foi polêmico, afinal o jogo era proibido e considerado contravenção, seus críticos o acusaram de fazer apologia ao crime, mas a grandiosidade do espetáculo lhe valeu a fama de mago do carnaval. A superioridade dos desfiles da escola de Nilópolis, causou reações e críticas contra o chamado luxo excessivo, Joãosinho Trinta respondeu aos críticos com uma frase que se tornou antológica:
Pobre gosta de luxo. Quem gosta de miséria é intelectual.
Por outro lado, em 1975, um grupo de descontentes da Portela liderado pelo compositor Candeia, funda a escola de samba Quilombo, que tem como proposta manter as tradições das escolas de samba, rejeitando essa estética acadêmica, valorizando a cultura negra, em seu estatuto que estabelecia os objetivos da agremiação afirmava "A Escola de Samba é povo na sua manifestação mais autêntica! Quando o samba se submete a influências externas, a escola de samba deixa de representar a cultura de nosso povo"… Candeia morreu em 1978 e a Quilombo desfilou até 2002.
Em 1974, devido às obras do metrô, foi realizado na avenida Presidente Antônio Carlos. Em 1978, ocorre a mudança para a rua Marquês de Sapucaí.

### A partir dos anos 1980 - a era Sambódromo
No início dos anos 1980, o desfile das escolas de samba do Rio de Janeiro já era uma instituição nacional e na maior fonte de captação de dólares do setor de turismo. Em 1983, Leonel Brizola que era o então governador do estado,juntamente como o seu vice Darcy Ribeiro, tiveram a ideia de criar um espaço fixo e definitivo para os desfiles de carnaval, devido a importância cultural do evento e acabar com a estrutura provisória de todos os anos.
Encomendou ao arquiteto Oscar Niemeyer projeto que aumentasse em cinco vezes a capacidade do público e que durante o ano pudesse abrigar uma escola e ainda tivesse um espaço para o Museu do Carnaval, para a preservação da história do carnaval.
Em 1983, o então governador, Leonel Brizola, encomendou a Oscar Niemeyer o projeto de um local definitivo para os desfiles, já que até então as arquibancadas eram montadas na época do carnaval e depois desmontadas. O local escolhido foi a própria Marquês de Sapucaí, que passou a ser usada exclusivamente para o desfile, ficando fechada para o tráfego. Foi inaugurada em 2 de março de 1984 e passou a ser conhecido popularmente como 'Sambódromo', embora seu nome oficial fosse "Passarela do Samba". No primeiro ano de desfile na nova passarela, havia uma modificação nos desfiles: no final da passarela, em forma de praça, deveria acontecer uma apoteose. O local, de fato, ficou conhecido como Praça da Apoteose. Essa prática foi abandonada nos anos seguintes, e essa praça é usada hoje para eventos de música. Em 18 de fevereiro de 1997, o nome foi mudado para Passarela Professor Darcy Ribeiro, em homenagem ao idealizador do projeto. O nome popular 'Sambódromo' prevaleceu, no entanto. Com o aumento do número de escolas e do número de componentes em cada uma, o que tornou o desfile mais longo e cansativo para o público, em 1984 o desfile passou a ser realizado em dois dias: domingo e segunda-feira. No primeiro ano, foram proclamadas as campeãs de cada dia de desfile e a supercampeã, que foi a Mangueira, num resultado geral do desfile das campeãs, realizado no sábado seguinte. Porém essa prática não teve sucesso, motivo pelo qual a Mangueira se tornou a única supercampeã da história.
Ao mesmo tempo em que isso acontecia, as direções das escolas de samba resolveram organizar os desfiles e assim nasceu a LIESA em 1984, formada por dez escolas do grupo 1, que romperam com a Associação das Escolas de Samba, já que na estrutura da Associação elas tinham o peso de escolas menores. A Liga  passou a dividir o desfile das grandes escolas em dois dias (domingo e segunda feira de carnaval),assinou contrato com emissoras de televisão que começaram a pagar pela transmissão dos desfiles, instituiu o merchandising e passou a receber porcentagem na venda dos ingressos. Com o novo rendimento, as quadras das escolas foram modernizadas que passaram a ter infraestrutura e a gerar lucro, já que as quadras sediam eventos durante o ano inteiro.
O carnaval se profissionaliza  e as posições de mestre-sala e porta-bandeira, diretor de bateria e harmonia, puxador e carnavalesco. As escolas se ampliam,deixando de ser compostas somente por suas comunidades e assim as fantasias passam a ser comercializadas para a comunidade externa o que atrai um grande número de turistas, tanto brasileiros e estrangeiros. Além é claro de celebridades que passam a usar os desfiles para a autopromoção e uma maior exposição na mídia, juntamente com a criação do cobiçado cargo de madrinha de bateria.
No final dos anos 1980, as escolas de samba do Rio de Janeiro se profissionalizaram e a movimentação financeira passou facilmente dos 100 milhões de dólares estadunidenses, gerando cerca de 30 mil empregos diretos e indiretos na cidade, além de uma rede de micro e pequenas empresas de apoio ao carnaval.
As comunidades das escolas se beneficiam desse crescimento, com rendimentos  e a organização dentro de suas quadras, possibilitaram a criação de serviços de assistência, cursos profissionalizantes e a prática de esportes e muitas outras atividades sociais que ocorrem em várias agremiações, exemplo disso é a Vila Olímpica da Mangueira que tem como ponto alto um projeto de esportes, que tem revelado atletas olímpicos. Joãozinho Trinta recebia críticas de que a Beija Flor era um luxo e Nilópolis um lixo, então cria o Projeto Mutirão, que visa a melhoria de qualidade de vida no pequeno município da Baixada Fluminense, com ações envolvendo a população e prefeitura, em alguns anos, Nilópolis se torna o município com os melhores indicadores sociais da Baixada Fluminense.
Os desfiles ganham fama mundial, com organização, com cronometragem e raríssimos incidentes, contam hoje com moderno sistema de som, que impede o atravessamento do samba e sistema de iluminação que valoriza a cenografia do desfile, exportando o conceito para fora do país. Nos dois dias de desfile das principais escolas, desfilando pela passarela cerca de 100 mil figurantes. O desfile é transmitido para fora do Brasil, com um público potencial de mais de 2 bilhões de pessoas.
As escolas passam a reunir uma média de 3 a 5 mil componentes, os carros alegóricos cada vez maiores e com muitos efeitos. Nesse período, novas escolas surgiram entre as grandes e outras se tornaram decadentes, Joãozinho Trinta continuava a brilhar e seu estilo é seguido por outros artistas, no final dos anos 80 as escolas ficam muito parecidas, apresentando fantasias cada vez mais luxuosas e grandes carros alegóricos, mas o próprio Joãozinho Trinta quebra este paradigma ao trazer em 1989 na Beija-Flor aquela que é considerada a maior polêmica da história dos desfiles, um enredo chamado Ratos e urubus larguem minha fantasia, falando do lixo que se torna luxo, causando um choque, já que a Beija-Flor era conhecida por seu luxo, com uma comissão de frente formada por  mendigos e com muitas alas e alegorias esfarrapadas, o que causou perplexidade, um dos momentos mais inesquecíveis do carnaval carioca. No abre alas uma escultura coberta por sacos de lixo escondia um Cristo Redentor vestido como um mendigo, o que fora proibido pela justiça, a pedido da Igreja Católica.
Outros nomes se firmam no cenário do carnaval, mas quase sempre oriundos da Escola Nacional de Belas Artes, discípulos de Fernando Pamplona, como Max Lopes, considerado o mago das cores, Renato Lage com seu inconfundível "estilo high-tech", adepto de efeitos em luz e neon, marcou época na Mocidade onde conquistou vários títulos, Rosa Magalhães que se notabilizou pelo seu estilo que alia modernidade e luxo barroco, apresentado na Imperatriz, que foi várias vezes campeã neste período, são os maiores destaques dessa época.
A estrutura majestosa do Sambódromo com suas arquibancadas muito altas e distantes da pista de desfiles, recebia críticas de não permitir a interação do público com as escolas, mas isso acaba sendo desfeito e assim vários desfiles apoteóticos com intensa participação do público como os campeonatos conquistados pela Vila Isabel em 1988 com Kizomba - festa da raça, que é considerado um dos mais belos samba-enredo da história do carnaval, em 1992 a Estácio com Pauliceia desvairada, 70 anos de Modernismo no Brasil o público das arquibancadas moveu-se no ritmo de sua marcante bateria, no ano seguinte 1993 o Salgueiro com o antológico Peguei um ita no norte, em 1997 a Viradouro com Trevas ! Luz! A explosão do universo de Joãosinho Trinta, Mestre Jorjão faz o delírio do público ao introduzir na bateria elementos do funk carioca.

### Anos 2000 - "Era Paulo Barros" e fim da AESCRJ
O desfile das escolas de samba entram no século XXI, como o maior espetáculo do planeta, seja em número de participantes ou como receita, e apesar de algumas previsões pessimistas de que as escolas haviam saturado, os desfiles procuram se renovar. A Beija-Flor, que tanto efetivou o conceito de carnavalesco, substituiu esse personagem por uma comissão de carnaval, que consiste numa divisão de tarefas, num processo de criação coletiva e associada, obtendo sucesso com seus desfiles. De 1998 a 2015, a escola de Nilópolis conquistou oito títulos e seis vice-campeonatos.
Ao mesmo tempo, surge Paulo Barros. O carnavalesco surpreende em 2004 na Unidos da Tijuca, com uma estética diferente, usando materiais alternativos e baratos, além de alegorias "vivas", teatralizadas, como o já histórico carro do DNA. Em 2007, já na Viradouro, inova novamente com a bateria subindo em um carro alegórico em pleno desfile.
Polêmico, Paulo Barros iniciou uma nova era no Carnaval. Em vez de componentes cantando o samba, usa e abusa de coreografias e alas ensaiadas, lembrando espetáculos teatrais. Em vez dos tradicionais pierrôs, colombinas, negros, índios e arlequins, prefere alas com figuras da cultura pop como Batman, Homem-Aranha e Michael Jackson. Seus enredos também fogem ao tradicional, deixando de contar uma história em forma de samba para tratar apenas de determinado tema ("Ciência", "Arrepio", "Segredo", "Música").
Apesar da empatia imediata com o público, Barros recebe sempre muitas críticas dos adeptos do Carnaval tradicional. Já seus defensores, que o chamam de "gênio", dizem que Joãosinho Trinta também foi muito criticado, hoje é exaltado como o homem que mudou o Carnaval. Para seus defensores, Barros será aclamado no futuro como o carnavalesco que reinventou o Carnaval moderno.

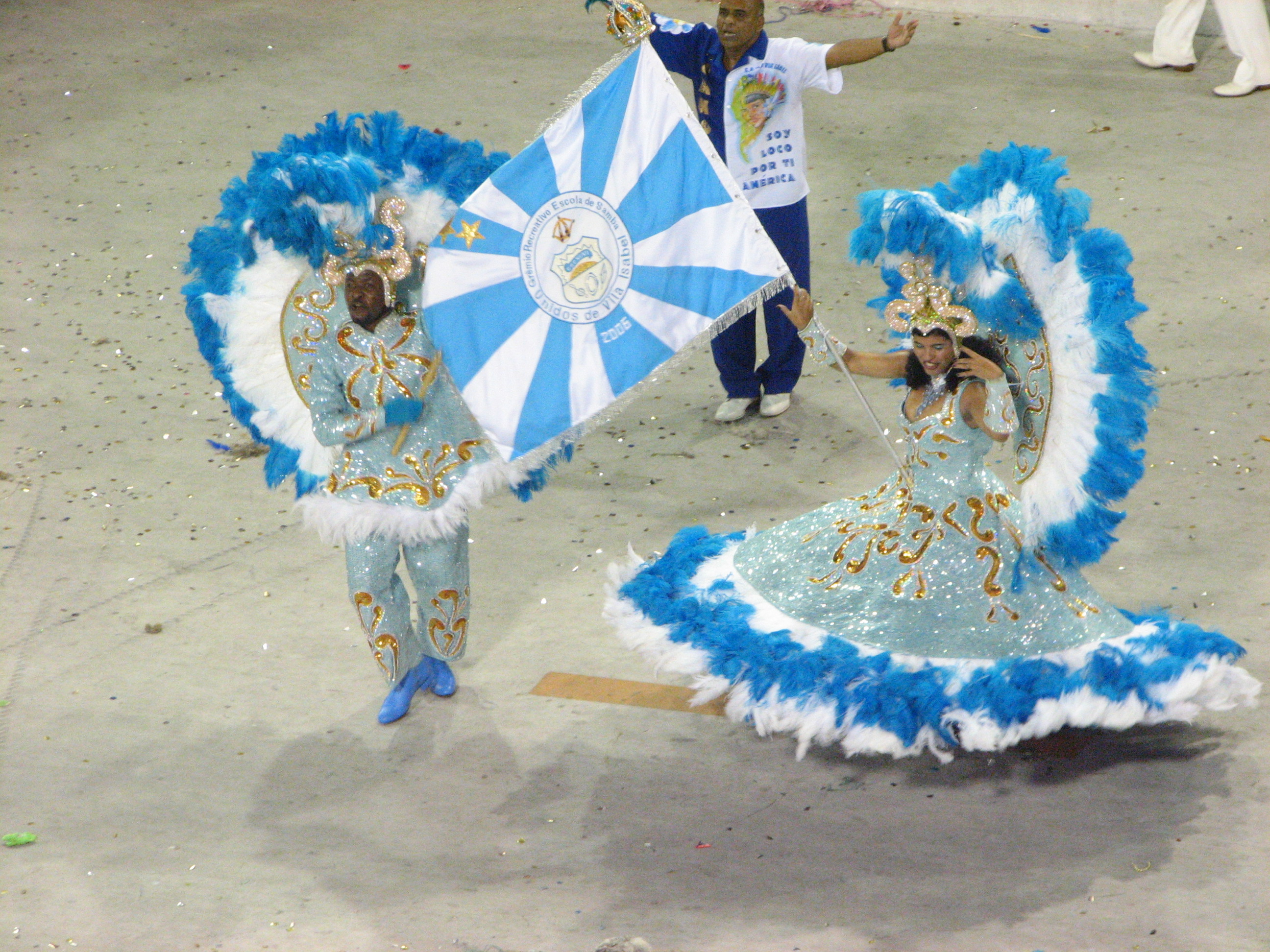
Casal de mestre-sala e porta-bandeira da Unidos de Vila Isabel no Carnaval de 2006.

A partir de 2006, o Carnaval do Rio de Janeiro conta com um novo atrativo. É a Cidade do Samba. Construída próxima ao Sambódromo, onde reúne os barracões das principais escolas de samba do carnaval do Rio de Janeiro e já provoca mudanças na estrutura do carnaval carioca.
Ao mesmo tempo em que isso acontecia, a direção das escolas de samba do segundo grupo resolveu organizar seus desfiles e criou a Liga das Escolas de Samba do Grupo de Acesso (LESGA) em 2008, formada pelas dez escolas do grupo, que rompiam com a Associação das Escolas de Samba, por entenderem que nas assembleias tinham o mesmo peso das chamadas escolas menores. A LESGA passou a englobar as escolas do Grupo B. enquanto as escolas dos Grupos C, D e E continuaram sobre a responsabilidade da AESCRJ.
Em 2010, o desfile passou por mudanças no número de jurados: de quarenta passa a cinquenta, sendo descartada a maior e menor do quesito, num sistema semelhante ao adotado há dois anos em São Paulo. além da mudança da apuração do grupo de acesso que era na quarta feira de cinzas depois do Grupo Especial, passando para terça-feira de carnaval.
E depois de vários anos sem sair do papel, o Grupo de Acesso ganhou, após três anos, a Cidade do Samba 2 nos mesmos moldes da de mesmo nome, a qual reúne os barracões das escolas de samba dos grupos de acesso A e B. Isso foi resultado da revitalização da Zona Portuária para os próximos grandes eventos na cidade.
Em 2011, não houve rebaixamento de nenhuma escola para o Grupo de acesso, entretanto apenas a Campeã subiu para o Grupo Especial. No ano de 2012, duas Escolas do Grupo Especial foram rebaixadas para o acesso. Isso foi resultado do grande incêndio ocorrido na Cidade do Samba, afetando 3 escolas de samba: Portela, Grande Rio e União da Ilha; sendo  a Grande Rio mais afetada, que perdeu 100% das alegorias e 85% das fantasias queimadas. Em reunião na sede da LIESA, ficou estabelecido para toda a imprensa que a três iriam desfilar mas não seriam julgadas; ou seja, foram  'Hors-Concours' e as demais escolas de samba desfilaram e foram julgadas, e no entanto nenhuma foi rebaixada.
Em 2012, o desfile passa por mudanças no número de jurados: voltando para quarenta, sendo descartada a menor do quesito, que terão em subquesitos, como: mestre-sala e porta-bandeira, comissão de frente, alegorias e adereços, fantasias, samba-enredo e enredo e com a nota mínima que subiu de 8 para 9.
Após o carnaval de 2012, devido a quebra de contrato, a então LESGA deixou de gerir o desfile do grupo de acesso. A LESGA foi reformulada e foi realizada uma nova eleição, onde se definiu a nova direção da entidade. Após isso, ficou estabelecido que passaria a se chamar LIERJ, e foram feitas várias alterações no funcionamento da entidade. Além da criação da Série A, que era anteriormente batizado de "Série Ouro", a qual apenas se configurava como "projeto" e se consolidou após um entendimento com as outras ligas e o poder público. Em 2016, devido à exclusão da AESCRJ, surgiram duas novas ligas de carnaval: LIESB  e Samba é Nosso, sendo que, durante a homologação perante o poder público, houve filiação de escolas de sambas do Grupos C e D para a LIESB e algumas da Série B para a Samba é Nosso. Isso causaria o fim da subvenção e, em comum acordo entre as duas ligas, a Série B ficou mesmo na LIESB e a Samba é Nosso, com as demais. 
Nos anos de 2017 e 2018, não houve rebaixamento de nenhuma escola para a Série A e a Mocidade foi homologada campeã de 2017, junto com a Portela, após erro de um jurado. Em 2019, a LIESB deixou a gerencia do desfile da Série E a fim de buscar mecanismos financeiros e com isso a repassou à ACAS. Em 2020, dissidentes criaram a LIVRES, que foi oficializada mesmo com algumas escolas de samba que eram filiadas retornando à LIESB, desfilando no mesmo dia da outra liga.

## Transmissão

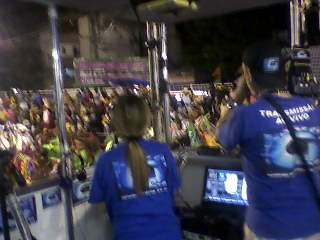
Transmissão da TVG Rio dos Desfiles das Escolas de Samba da Intendente Magalhães

Desde o final dos anos 1970, a Rede Globo transmite os desfiles do Grupo Especial, os quais em meados dos anos 80 até o final da década de 90 dividia com a Manchete, com apenas três exceções:Em 1984, quando a Manchete conseguiu a exclusividade do desfile apenas naquele ano, e de 1988 e 1993, quando a Manchete não possuía verba suficiente para adquirir os direitos de transmissão. Com a falência da Manchete, a Globo detém desde 2000 os direitos com exclusividade do Especial. Já o Acesso, que era exibido há bastante tempo pela Manchete, passou a ser da CNT. Com o surgimento da LESGA, a emissora continuou exibindo, mas de forma independente. Em 2010, o contrato do Grupo de Acesso foi negociado juntamente com o do Grupo Especial e assim o desfile do grupo de acesso foi repassado para Rede Bandeirantes, tendo em 2011 sido renovado o contrato com a Globo por mais quatro anos e continuando sendo exibido pela Rede Bandeirantes.
No carnaval de 2012, os desfiles do grupo A foram preteridos pela Bandeirantes, em detrimento da transmissão do carnaval baiano. A Lesga e a Rede Globo rescindiram o contrato com a Bandeirantes e repassaram para o SBT, que além disso transmitiu o desfile das campeãs. Desde 2013, a Globo transmite os desfiles do Grupo de Acesso para o estado do Rio de Janeiro, que passa a se chamar Série A e nesse ano, devido ter o direito de transmissão, a Globo não repassou para nenhuma TV, o que resultou na não transmissão do desfile das campeãs para a televisão aberta. O desfile foi transmitido pela internet
Em 2014, assim como no ano anterior a Globo não repassou a nenhuma outra emissora, entretanto o desfile das campeãs foi transmitido pelo canal a cabo VIVA. devido a questões financeiras, o VIVA não transmitiu o desfile no ano seguinte..Além disso,por questões da programação, o desfile da primeira escola de cada noite não foi transmitido ao vivo na televisão aberta, nem mesmo para o Rio de Janeiro. A transmissão destas escolas ao vivo foi pela internet
Existiu a possibilidade de os desfiles dos Grupos da AESCRJ, serem transmitidos pela Record, o quê no entanto, foi descartada. tendo agora a NGT adquirido esses direitos, mas após divergências entre a troca do dia de desfile, o Grupo B deixou de ser transmitido.
E na internet, os direitos eram da Rádio Tupi, que exibia a transmissão dos desfiles das escolas mirins e do grupo B, além de ter exibido, mesmo com transmissão pela TV aberta, o desfile do grupo A e da TV GRIO, com os desfiles realizados na Intendente Magalhães e no ano de 2016, por conta dos baixos índices de audiência, a emissora quase deixou de transmitir as quatro primeiras escolas de cada noite, o que foi revertido após uma reunião entre as partes. Além disso, repassou, para a TV Brasil, o direito de transmissão dos desfiles das campeãs.
Em 2019, devido à mudança no governo federal, a TV Brasil desistiu de transmitir as campeãs, porém a Rádio Arquibancada exibiu os desfiles da Série B e Grupo E através do seu canal no YouTube, e nesse mesmo ano houve uma novidade: a transmissão dos desfiles das escolas de samba da Série B após a LIESB fechar parceria com a TV Max Rio. sendo que canais web que transmitiam esses desfiles, como Alegria Cachambi e Rádio Arquibancada continuaram a exibi-los.
Com o retorno do carnaval em 2022, o desfile das campeãs volta a ser transmitido pela televisão, no caso o canal a cabo Multishow e o desfile das escolas de samba da Série Prata, passam a serem transmitidos pela TV Alerj. em 2024, os desfiles da Série Prata, passam a serem exclusivos da TV Brasil, somente para o estado do Rio de Janeiro.
| Rede Globo G1 Globoplay                                     | Grupo Especial                              |
| Band TV YouTube                                             | Série Ouro                                  |
| TV Brasil TV YouTube                                        | Série Prata                                 |
| Rádio Arquibancada Ritmo Carioca O Show Vai Começar YouTube | Série Prata Série Bronze Grupo de Avaliação |

## Livros sobre Carnaval

### Não ficção
- ARAÚJO, Hiram. Carnaval: seis milênios de história. Rio de Janeiro: Gryphus, 2003.
- AUGRAS, Monique. O Brasil do samba-enredo. Rio de Janeiro: Editora Fundação Getúlio Vargas, 1998.
- CABRAL, Sérgio. As escolas de samba do Rio de Janeiro. Rio de Janeiro: Lumiar, 1996.
- COUTINHO, Eduardo Granja. Os cronistas de Momo: imprensa e carnaval na Primeira República. Rio de Janeiro: Editora UFRJ, 2006.
- CUNHA, Maria Clementina Pereira. Ecos da folia: uma história social do carnaval carioca entre 1880 e 1920. São Paulo: Companhia das Letras, 2001.
- FERREIRA, Felipe. O livro de ouro do carnaval brasileiro. Rio de Janeiro: Ediouro, 2005.
- FERREIRA, Felipe. Inventando carnavais: o surgimento do carnaval carioca no século XIX e outras questões carnavalescas. Rio de Janeiro: Editora UFRJ, 2005.
- MORAES, Eneida de. História do carnaval carioca. Rio de Janeiro: Record, 1987.
- PEREIRA, Leonardo Affonso de Miranda. O Carnaval das letras. Rio de Janeiro: Secretaria Municipal de Cultura, Departamento Geral de Documentação e Informação Cultural, Divisão de Editoração, 1994.
- QUEIROZ, Maria Isaura Pereira de. Carnaval brasileiro: o vivido e o mito. São Paulo: Brasiliense, 1992.
- SOIHET, Rachel. A subversão pelo riso: estudos sobre o carnaval carioca da Belle Époque ao tempo de Vargas. Rio de Janeiro: Editora Fundação Getúlio Vargas, 1998.

### Ficção
- O livro infantil A Rainha de Bateria, de Martinho da Vila (2009), conta a história de uma menina que mora perto de uma quadra de escola de e se torna rainha de bateria. [46]
- O romance Desde que o samba é samba, do escritor carioca Paulo Lins (2012), conta sobre a criação da primeira escola de samba no Estácio, nos anos 1920. [47]
- O enredo do romance O Grande Dia, do escritor suíço Pierre Cormon (2024), gira em torno de um desfile da imaginária escola de samba Unidos de Madureira. [48]